# NGC 2753-2
NGC 2753-2 is een elliptisch sterrenstelsel in het sterrenbeeld Kreeft. Het hemelobject werd op 21 februari 1863 ontdekt door de Duits-Deense astronoom Heinrich Louis d'Arrest. Het bevindt zich in de buurt van NGC 2753-1.

## Synoniemen
- MCG 4-22-15
- ZWG 121.20